# Ignazio Prota
Ignazio Prota (Nàpols, 15 de setembre de 1690 - idm. gener de 1748) va ser un compositor i pedagog musical italià. Va ser el pare del compositor Tommaso Prota i l'avi del compositor Gabrielle Prota.
Va ensenyar durant molts anys al Conservatori de Sant Onofrio a Porta Capuana a Nàpols, on dos dels seus deixebles foren els compositors Nicola Sabatino, Matteo Capranica i Niccolò Jommelli. També fou mestre de capella del príncep de la Rochela.
Va escriure principalment música sacra i va produir 3 òperes que van ser estrenades en la seva vila natal:
- La finta fatocchiera (1721);
- La vedova ingegnosa (1735);
- Camilla (1737).